# Powiat Graudenz
Powiat Graudenz (niem. Landkreis Graudenz, Kreis Graudenz; pol. powiat grudziądzki) – dawny powiat na terenie Prus istniejący od 1818 do 1920. Należał do rejencji kwidzyńskiej, w prowincji Prusy Zachodnie. Siedzibą powiatu było miasto Graudenz. Teren powiatu znajduje się obecnie w województwie kujawsko-pomorskim.

## Historia
Powiat powstał 1 kwietnia 1818 r. Od 3 grudnia 1829 do 1878 należał do prowincji Prusy. 1 października 1887 z części terenu powiatu utworzono powiat Briesen. 1 stycznia 1900 miasto Graudenz wyłączono z powiatu i przekształcono w powiat miejski (Stadtkreis). W latach 1920–1939, zgodnie z ustaleniami traktatu wersalskiego powiat należał do Polski. Od 1939 do 1945 r. powiat należał do rejencji kwidzyńskiej w Okręgu Rzeszy Gdańsk-Prusy Zachodnie.
W 1910 na terenie powiatu znajdowały się dwa miasta:
- Łasin (niem. Lessen)
- Radzyń Chełmiński (niem. Rehden)

oraz 152 gminy.